# Indicateur d'accumulation de glace

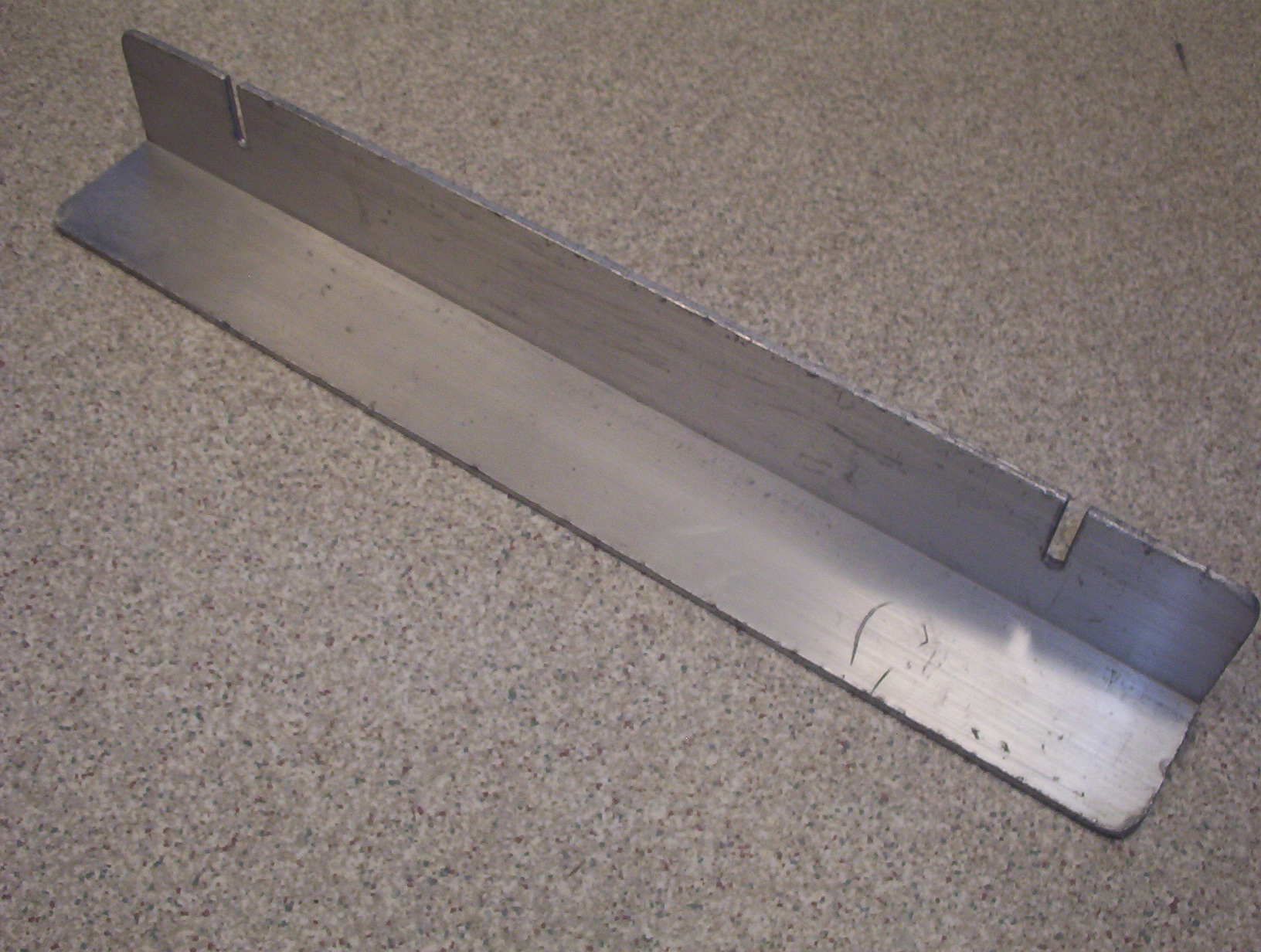
Indicateur d'accumulation de glace en forme de L

Un indicateur d'accumulation de glace, aussi appelé glacimètre, est une langue ou un tube métallique, généralement d'aluminium, qui permet de mesurer l'épaisseur de glace (dépôts de verglas) laissé par les précipitations verglaçantes de pluie, bruine, brouillard ou le givre.

## Description
L'indicateur d'accumulation de glace utilisé dans les stations météorologiques où un technicien prend des mesures est généralement une langue de métal, en forme de L, ayant 4 cm de largeur et plusieurs dizaines de centimètres de longueur. Elle est attachée à l'extérieur d'un abri Stevenson, exposée aux intempéries et loin de toute source de chaleur. Le technicien qui vient relever l'épaisseur de glace accumulée doit ensuite la nettoyer pour la prochaine mesure.
Il existe d'autres types d'indicateurs. Par exemple les météorologistes de l'Hydro-Québec utilisent une sorte de table métallique surmontée de divers tubes. Ce collecteur permet de mesurer les dépôts de verglas sur une surface horizontale, sur des surfaces verticales orientées face à chacun des points cardinaux et sur la surface de cylindres de deux grosseurs différentes  pour connaitre l'effet différentiel de l'accumulation dû au vent.

## Usage
La présence de givre et de glace, même faible, est un phénomène météorologique qui peut causer de nombreux désagrément et même des accidents. Ce phénomène se produit quand de l'eau en surfusion entre en contact avec une surface sous le de congélation. Par exemple, la pluie verglaçante provient de neige en altitude qui a fondu en passant dans une couche d'air au-dessus de zéro Celsius mais qui se retrouve dans de l'air sous zéro avant d'attendre le sol. En touchant l'indicateur à la température de l'air ambiant, elle forme une couche de glace.
La présence de glace sur l'indicateur permet donc de détecter rapidement les conditions de givrage. Elle sera notée dans le rapport METAR envoyé par la station météorologique sous le code de FROIN (frost on indicator pour givre sur l'indicateur) ou ICG (icing pour givrage). L'épaisseur de glace peut être également ajouté.

## Détecteurs ultrasoniques

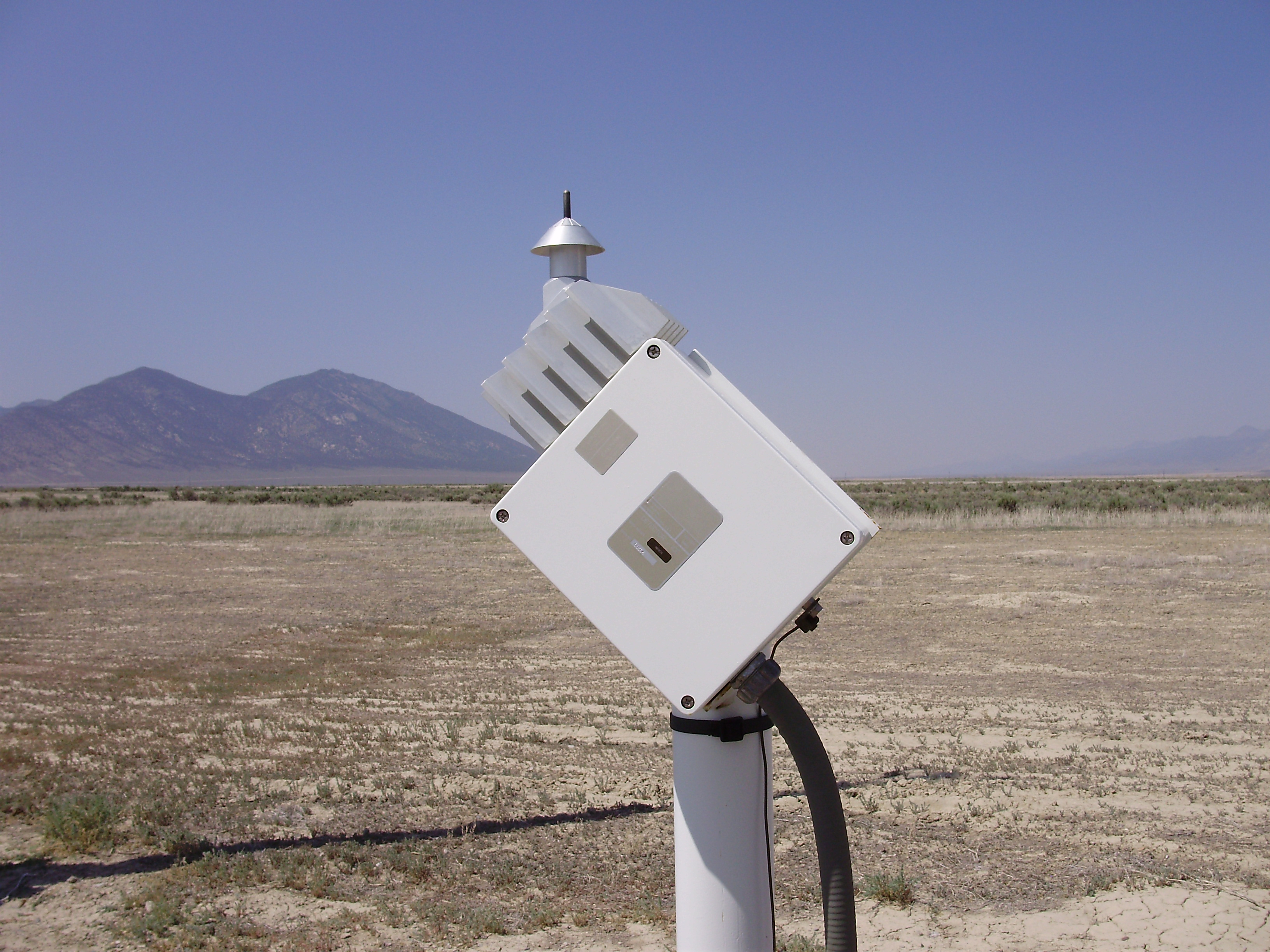
Détecteur ultrasonique de givrage

Il existe également des indicateurs montés sur des stations automatiques. Il s'agit de petits tubes placés horizontalement ou verticalement qui subissent une vibration. Le dépôt de glace change la masse du tube ce qui change le taux de vibration. L'appareil peut donc détecter la présence de givre et même en estimer l'accumulation. Le tube peut être muni d'une source de chaleur pour réinitialiser l'indicateur après chaque mesure.
Le givrage est signalé dans la section « remarques » des messages METAR, sous la forme de ICG (givrage au moment de l'observation), ICG INTMT (givrage intermittent) ou ICG PAST HR (givrage durant la dernière heure). Ces remarques n’apparaissent que lorsque le détecteur d’occurrence de précipitations de la station donne des précipitations.
Une erreur de détection de cet appareil se produit quand de la neige mouillée ou de la rosée collent à la sonde, donnant des rapports de givrage à des températures supérieures au point de congélation.